# Genoten
Genoten is een single van de Nederlandse zanger Guus Meeuwis uit 2007. In hetzelfde jaar stond het als elfde en laatste track op het album Hemel Nr. 7.

## Achtergrond
Genoten is geschreven door Guus Meeuwis en Jan Willem Roy en geproduceerd door Rob van Donselaar. Het lied gaat over het einde van een relatie, ofwel een liefdesrelatie ofwel een familie relatie, en er wordt verteld hoeveel de zanger heeft genoten van de tijd die ze hebben gehad. Hoewel de eerste twee singles van Hemel Nr. 7, Tranen gelachen en Proosten, het wel erg goed deden in de Nederlandse hitlijsten, kwam Genoten slechts tot de 58e plek in de Single Top 100 en bleef het steken in de Tipparade.